# Misogynoir
La misogynoir ou misogynoire est une forme de misogynie envers les femmes noires dans laquelle la race et le genre jouent un rôle concomitant. Le concept est inventé par Moya Bailey, féministe noire et queer,  qui crée le terme pour décrire une misogynie dirigée spécifiquement envers les femmes noires en Amérique et dans la culture populaire. Trudy de Gradient de Lair, un blog womaniste sur les femmes noires dans l'art, les médias, les médias sociaux, la socio-politique et la culture, a également été crédité dans l'élaboration de la définition lexicale (en) du terme.
Le concept repose sur la théorie de l'intersectionnalité, qui analyse comment les différentes identités sociales telles que la race, le genre, la classe et l'orientation sexuelle sont reliés au sein des systèmes d'oppression.

## Dénomination et étymologie
Le terme se retrouve en français sous la forme mysoginoir, contraction de « mysogyne » et « noir », ou sous la forme mysoginoire,  avec « noire » au féminin''', l'usage hésite.

## Développement
Moya Bailey invente le terme en 2010 alors qu'elle est étudiante de troisième cycle à l'Université Emory. Elle l'utilise d'abord sur le blog Crunk Feminist Collective (en) pour discuter de la misogynie envers les femmes noires dans le hip hop,. Le mot combine ces termes pour décrire le sexisme spécifique anti-noir rencontré par les femmes noires. Bailey examine d'autres mots (y compris un mot comme « sistagyny » qu'elle ne garde toutefois pas) avant de se focaliser sur misogynoir.
Les connotations existant dans les médias et les films noirs jouent un rôle dans la décision de Bailey de se concentrer sur misogynoir. En 2013, un article de Bailey sur la misogynoir et l'oppression de genre dans le hip-hop est publié dans Souls: A Critical Journal of Black Politics, Culture, and Society. Le concept de misogynoir est repris comme terme par de nombreuses féministes noires et critiques culturelles, en particulier dans la blogosphère,, Dans l'avant-propos du livre de Michele Wallace Black Macho and the Myth of the Superwoman, Jamilah Lemieux (en) écrit que la misogynoir « peut venir, même de ceux qui sont noirs, qui ont été élevés par des femmes noires professant des valeurs noires ».
Dans un article de l'Albany Law Review, les autrices Aimee Wodda et Vanessa R. Panfil écrivent que les femmes trans de couleur font l'expérience de violences à des degrés plus élevés que les autres populations. Cette transmisogynie envers les personnes noires est décrite par le terme « transmisogynoir ».
Le terme « transmisogynoir » est créé afin de consulter l'intersection entre la transmisogynie et la misogynoir, signifiant l'oppression des noirs trans. Il cumule la transphobie, la misogynie, et le racisme. Il est inventé par Trudy de Gradient de Lair.

## Application
Bien que la misogynoir puisse être commise par n'importe qui, le terme désigne le plus souvent la misogynie vécue par les femmes noires de la part d'hommes noirs. Comme le traitement des hommes noirs en Amérique demeure à l'avant-garde des problèmes de société, le travail des féministes noires ainsi que les problèmes spécifiques aux femmes noires sont en général effacés et ignorés. Le mouvement  Black Lives Matter par exemple créé en 2012, est fondé par trois femmes noires: Alicia Garza, Opal Tometi, et Patrisse Cullors. Ce fait est peu connu dans la communauté noire, et alors que le mouvement précise qu'il s'engage pour l'ensemble de la communauté noire, les protestations et les groupes militants invoquant le hashtag et la mission de #BlackLivesMatter représentent de façon disproportionnée un cri de ralliement pour la justice envers les hommes noirs. Les incidents pendant lesquels la police tue et agresse à tort des femmes (ce qui inclut des personnes transgenres et des personnes noires non conforme dans leur identité de genre) reçoivent beaucoup moins d'attention, comme en témoigne l'absence de couverture médiatique en 2015 autour de l'affaire de l'agent Daniel Holtzclaw (en), qui a utilisé son autorité pour harceler et agresser 13 femmes noires.
Sur une échelle plus large, la misogynoir est également caractérisée par les tropes projetées sur les femmes noires. Certains de ces stéréotypes communs sont par exemple celui de la « femme noire forte » ou de la « Jézabel hypersexuelle ». Dans son article 4 Tired Tropes That Perfectly Explain What Misogynoir Is – And How You Can Stop It, Kisiena Boom décrit des tropes communément utilisés et pourquoi ils sont préjudiciables. Par exemple, dans le cas de l'utilisation de la supposée « femme noire forte », le stéréotype semble être un compliment, mais il ignore les traumatismes racialisés[Quoi ?] physiques et psychologiques que les femmes noires ont eu à endurer. La perpétuation de l'idée que les femmes noires peuvent gérer quoi que ce soit justifie les situations où les femmes noires sont contraintes dans des rôles tels que la « nounou » pour les familles blanches ou la cheffe du ménage quand les hommes noirs sont perdus dans l'industrie carcérale et les violences sexuelles. Cette justification élimine le besoin et le désir de corriger les problèmes réels. En outre, ce trope force les femmes noires à enterrer leurs questions et de se montrer « fortes » face à tous ceux qui l'attendent.

## Dans la musique
La misogynoire est citée par les chercheurs et les chercheuses pour traiter de la politique sexuelle noire dans la musique hip hop et la culture au sens large. La respectabilité politique est une des questions centrales. Terme inventé par Evelyn Brooks Higginbotham, la respectabilité politique se réfère à la tactique que les gens noirs emploient pour promouvoir une ascension raciale et obtenir un plus large accès à la sphère publique.
La misogynoir est visible dans les paroles et dans les vidéos qui sont publiées pour promouvoir des chansons populaires et pour mieux faire connaître certaines chansons. Au cours des années 2000, il est constaté que la musique a plus de contenu à caractère sexuel que n'importe quel autre média. Dans la musique hip-hop, les femmes noires sont souvent décrites comme étant seulement bonnes à être abusées ou consommées pour le sexe. Ces vidéos et paroles reflètent la façon dont la société voit les femmes noires et leurs corps. Les vidéos musicales sont importantes car elles constituent une modalité de promotion pour les chansons à succès, notamment à la télévision. Les émissions de télévision sont devenues significatives car elles ont diffusé les vidéos musicales. Des exemples de ces émissions sont constitués par PARI, MTV et VH1,.